# Afronurus webbi
Afronurus webbi is een haft uit de familie Heptageniidae. De wetenschappelijke naam van de soort is voor het eerst geldig gepubliceerd in 2011 door Dietrich Braasch.
De soort komt voor in het Oriëntaals gebied. Het holotype werd in 2005 verzameld op de Kinabaluberg in Sabah, Borneo. Het epitheton webbi is een eerbetoon aan de entomoloog J. M. Webb.